# Eriphosoma mermudes
Eriphosoma mermudes är en skalbaggsart som beskrevs av Dilma Solange Napp och Monné 2006. Eriphosoma mermudes ingår i släktet Eriphosoma och familjen långhorningar. Inga underarter finns listade i Catalogue of Life.